# يوكو ميزوتاني
يوكو ميزوتاني (水谷 優子 Mizutani Yūko?)‏ (4 نوفمبر 1964 - 17 مايو 2016) هي مؤدية أصوات يابانية.

## أبرز أعمالها
- ماروكو الصغيرة - «جاكو».
- أبطال الديجيتال الجزء الأول والثاني - "سورا"
- المقاتل المتنقل جي جاندام - «بلاك جوكر»
- إينوياشا - «سوتين»
- جثة الشيطان - «كيوكو أوزاكي»
- نوتاري ماتسوتارو - «ريكو مينامي»
- سيلور مون - «اكيكو تسوكينو»

## وفاتها
توفيت في 17 مايو 2016 بعد معاناتها مع مرض السرطان عن عمر ناهز 51 عام.

## روابط خارجية
- يوكو ميزوتاني على موقع IMDb (الإنجليزية)
- يوكو ميزوتاني على موقع ميوزك برينز (الإنجليزية)
- يوكو ميزوتاني على موقع ديسكوغز (الإنجليزية)
- يوكو ميزوتاني على موقع قاعدة بيانات الفيلم (الإنجليزية)
- يوكو ميزوتاني على موقع ANN person (الإنجليزية)